# 谷晃生
谷 晃生（たに こうせい、2000年11月22日 - ）は、大阪府堺市南区出身のプロサッカー選手。Jリーグ・FC町田ゼルビア所属。ポジションはゴールキーパー（GK）。日本代表。
母は新日鐵堺に所属した元バレーボール選手。

## 来歴

### プロ入り前
堺市立原山台小学校→堺市立原山台中学校→追手門学院高校卒業。中学校時代は女子プロゴルファーの西村優菜と3年間同じクラスであった。ガンバ大阪の下部組織でサッカーを学ぶ。2016年4月、高校1年生でトップチームに2種登録された。
2017年3月12日、ガンバ大阪U-23としてJ3第1節・ガイナーレ鳥取戦でJリーグ初出場した。16歳3カ月18日での出場は、J3では久保建英の15歳5カ月1日に次いで歴代2位、Jリーグ全体でも歴代5位の年少出場記録となった。また同年のルヴァンカップ準々決勝・ヴィッセル神戸戦では、2試合トップチームでのベンチ入りを経験した。12月26日、堂安律以来となるユースからトップチームに飛び級昇格を果たした。

### ガンバ大阪
2018年、ガンバ大阪に入団。5月9日、ルヴァンカップ第5節のサンフレッチェ広島戦でトップチーム初先発を果たした。

### 湘南ベルマーレ
2019年12月29日、湘南ベルマーレへ2020年2月1日から2021年1月31日までの1年間の期限付き移籍をした。2020年7月22日、第6節の鹿島アントラーズ戦で移籍後J1初出場を果たし、無失点に抑えチームのリーグ戦初勝利に貢献した。その後はリーグ戦計25試合にスタメン出場し、チームの守護神として活躍を見せた。2021シーズンも期限付き移籍期間を延長し、チームに残留。背番号も1に変更した。2022シーズンも期限付き移籍期間を更に延長し、チームに残留した。

### ガンバ大阪復帰
2022年12月28日、2023シーズンよりガンバ大阪に復帰することが発表された。開幕戦で先発に抜擢されると、その後は東口順昭とレギュラー争いを繰り広げたが、不安定なプレーで失点に絡むことも増え、チームの成績も不振だったことから、5月中旬以降は東口にポジションを譲った。

### FCVデンデルEH
2023年8月1日、ベルギー2部に所属するFCVデンデルEHへの期限付き移籍が発表された。

### FC町田ゼルビア
2024年1月12日、J1リーグ・FC町田ゼルビアに期限付き移籍加入が発表された。期間は2025年1月31日まで。この年は欠場した試合が前節の対川崎フロンターレ戦でDOGSOを取られたことで退場、出場停止となった第8節のヴィッセル神戸戦のみで、ほかの36試合はフル出場、正GKとして活躍し、チームの3位入りとチーム初のACLE出場に貢献した。
2025年1月4日、町田への完全移籍が発表された。

### 代表
年代別の日本代表では00年世代の正ゴールキーパーとしてU-16日本代表でAFC U-16選手権2016、U-17日本代表で2017 FIFA U-17ワールドカップなどに出場した。
U-17ワールドカップでは後にマンチェスター・シティFCで活躍するフィル・フォーデンを擁して7試合で23得点を奪いU17W杯史上最強と言われたイングランドを大会で唯一完封している。2018年のU-19ブラジル遠征ではロドリゴ擁するU19ブラジル代表を完封。全年代を通じてブラジル代表を完封した日本人GKはマイアミの奇跡での川口能活と谷だけである。（2024年現在）
2021年、東京オリンピック代表メンバーに選出され、正GKとして全6試合にフル出場した。7月31日に行われた準々決勝、U-24ニュージーランド戦ではPK戦での決着となったが、見事にニュージーランドの2本目を完全に読み切り、両手でストップ。チームの準決勝進出に貢献した。日本にとって初めての決勝進出がかかった準決勝のU-24スペイン戦でも相手に攻め込まれながら数々の好セーブを見せたが、115分に失点し決勝進出を逃した。さらに3位決定戦でも、GS第2戦で相対したU-24メキシコ相手に3失点を喫し、日本にとって53年ぶりのメダル獲得はかなわなかった。なおこの時のU-24スペイン代表のメンバーは3年後のUEFA EURO 2024で全勝優勝したスペイン代表の中核メンバーとなった。
2021年8月、2022 FIFAワールドカップ・アジア3次予選に向けた日本代表に初選出された。2022年7月13日、EAFF E-1サッカー選手権2022に臨む国内組で構成された日本代表に選出され、27日の韓国との優勝決定戦でスタメン出場し、A代表デビューを果たす。好セーブを披露して無失点に抑え、4大会ぶり2度目の優勝に貢献した。9月のドイツ遠征に臨む日本代表メンバーに選出されるも出場はなく、カタールW杯メンバーにも選ばれなかった。
2023年3月15日、ホームでのウルグアイ、コロンビア戦でのメンバーに選出されたが出場は無かった。その後は所属するG大阪でのパフォーマンスが安定せず5月中旬以降出場機会が減ったことやチームの不調などもあって代表から遠ざかっていた。
2024年から期限付き移籍で加入した町田で正GKの座を勝ち取り、安定したパフォーマンスを披露してチームの首位浮上に貢献した活躍が認められ、同年6月の2026 FIFAワールドカップ・アジア2次予選に臨む日本代表に1年ぶりに選出された。11日のシリア戦で後半途中から出場を果たした。
2025年も継続的に代表に選出され、6月5日の2026 FIFAワールドカップ・アジア3次予選・第9戦のオーストラリア戦では先発出場。海外組を含めた国際Aマッチでは初のスタメンとなった。しかし試合は後半に自身のキックミスから幾つかピンチを招く場面があり、最終的には90分に勝ち越しを許し、0-1での敗戦を喫した。

## 所属クラブ
- TSK泉北サッカークラブ[18]
- ガンバ大阪ジュニアユース
- ガンバ大阪ユース（追手門学院高校[19]）
  - 2016年4月 - 2017年  ガンバ大阪（2種登録選手）
- 2018年 - 2024年  ガンバ大阪
  - 2020年 - 2022年  湘南ベルマーレ（期限付き移籍）
  - 2023年8月 - 2024年1月  FCVデンデルEH（期限付き移籍）
  - 2024年  FC町田ゼルビア（期限付き移籍）
- 2025年 -  FC町田ゼルビア

## 個人成績
| 国内大会個人成績 | 国内大会個人成績 | 国内大会個人成績 | 国内大会個人成績 | 国内大会個人成績 | 国内大会個人成績 | 国内大会個人成績 | 国内大会個人成績 | 国内大会個人成績 | 国内大会個人成績 | 国内大会個人成績 | 国内大会個人成績 |
| 年度             | クラブ           | 背番号           | リーグ           | リーグ戦         | リーグ戦         | リーグ杯         | リーグ杯         | オープン杯       | オープン杯       | 期間通算         | 期間通算         |
| 年度             | クラブ           | 背番号           | リーグ           | 出場             | 得点             | 出場             | 得点             | 出場             | 得点             | 出場             | 得点             |
| 日本             | 日本             | 日本             | 日本             | リーグ戦         | リーグ戦         | リーグ杯         | リーグ杯         | 天皇杯           | 天皇杯           | 期間通算         | 期間通算         |
| ---------------- | ---------------- | ---------------- | ---------------- | ---------------- | ---------------- | ---------------- | ---------------- | ---------------- | ---------------- | ---------------- | ---------------- |
| 2018             | G大阪            | 41               | J1               | 0                | 0                | 1                | 0                | 0                | 0                | 1                | 0                |
| 2019             | G大阪            | 41               | J1               | 0                | 0                | 0                | 0                | 0                | 0                | 0                | 0                |
| 2020             | 湘南             | 25               | J1               | 25               | 0                | 0                | 0                | -                | -                | 25               | 0                |
| 2021             | 湘南             | 1                | J1               | 34               | 0                | 0                | 0                | 0                | 0                | 34               | 0                |
| 2022             | 湘南             | 1                | J1               | 31               | 0                | 4                | 0                | 0                | 0                | 35               | 0                |
| 2023             | G大阪            | 99               | J1               | 10               | 0                | 2                | 0                | 1                | 0                | 13               | 0                |
| ベルギー         | ベルギー         | ベルギー         | ベルギー         | リーグ戦         | リーグ戦         | リーグ杯         | リーグ杯         | ベルギー杯       | ベルギー杯       | 期間通算         | 期間通算         |
| 2023-24          | デンデル         | 26               | CPL              | 1                | 0                | -                | -                | 1                | 0                | 2                | 0                |
| 日本             | 日本             | 日本             | 日本             | リーグ戦         | リーグ戦         | リーグ杯         | リーグ杯         | 天皇杯           | 天皇杯           | 期間通算         | 期間通算         |
| 2024             | 町田             | 1                | J1               | 37               | 0                | 1                | 0                | 0                | 0                | 38               | 0                |
| 通算             | 日本             | 日本             | J1               | 137              | 0                | 8                | 0                | 1                | 0                | 146              | 0                |
| 通算             | ベルギー         | ベルギー         | CPL              | 1                | 0                | -                | -                | 1                | 0                | 2                | 0                |
| 総通算           | 総通算           | 総通算           | 総通算           | 138              | 0                | 8                | 0                | 2                | 0                | 148              | 0                |

| 2017   | G大23  | 41     | J3     | 4  | 0 | 4  | 0 |
| 2018   | G大23  | 41     | J3     | 17 | 0 | 17 | 0 |
| 2019   | G大23  | 41     | J3     | 12 | 0 | 12 | 0 |
| 通算   | 日本   | 日本   | J3     | 33 | 0 | 33 | 0 |
| 総通算 | 総通算 | 総通算 | 総通算 | 33 | 0 | 33 | 0 |

| 国際大会個人成績 | 国際大会個人成績 | 国際大会個人成績 | 国際大会個人成績 | 国際大会個人成績 |
| 年度             | クラブ           | 背番号           | 出場             | 得点             |
| AFC              | AFC              | AFC              | ACL              | ACL              |
| ---------------- | ---------------- | ---------------- | ---------------- | ---------------- |
| 25/26/E          | 町田             | 1                |                  |                  |
| 通算             | AFC              | AFC              |                  |                  |

- 2016年、2017年は2種登録選手

出場歴
- Jリーグ初出場 - 2017年3月12日 J3第1節 vsガイナーレ鳥取（市立吹田サッカースタジアム）

## 代表歴
- 国際Aマッチ初出場 - 2022年7月27日 EAFF E-1サッカー選手権2022 vs韓国代表（豊田スタジアム）

### 出場大会
- U-15日本代表
  - AFC U-16選手権2016・予選（2015年）
- U-16日本代表
  - SPORT FOR TOMORROW　日本・中央アジアU-16サッカー交流大会（2016年）
  - U-16インターナショナルドリームカップ（2016年）
  - AFC U-16選手権2016（2016年）
  - COPA UC 2016（2016年）
- U-17日本代表
  - 国際ユースサッカーin新潟（2017年）
  - バツラフ・イェジェク国際ユーストーナメント（2017年）
  - 2017 FIFA U-17ワールドカップ（2017年）
- U-19日本代表
  - インドネシア遠征（2018年）
  - ロシア遠征（2018年）
  - メキシコ遠征（2018年）
  - AFC U-19選手権（2018年）
  - ブラジル遠征（2018年）
- U-20日本代表
  - M-150カップ（2017年）
- U-21日本代表
  - ドバイカップU-23（2018年）
- U-22日本代表
  - ブラジル遠征（2019年）
  - キリンチャレンジカップ（2019年）
- U-23日本代表
  - AFC U-23選手権（2020年）
- U-24日本代表
  - SAISON CARD CUP 2021（2021年）
  - 東京オリンピック2020（2021年）
- 日本代表
  - 2022 FIFAワールドカップ・アジア3次予選（2021年）
  - EAFF E-1サッカー選手権2022（2022年）
  - キリンチャレンジカップ（2023年）
  - 2026 FIFAワールドカップ・アジア2次予選（2024年）
  - 2026 FIFAワールドカップ・アジア3次予選（2024年）

### 試合数
- 国際Aマッチ 3試合 0得点（2022年）

| 日本代表 | 国際Aマッチ | 国際Aマッチ |
| 年       | 出場        | 得点        |
| -------- | ----------- | ----------- |
| 2021     | 0           | 0           |
| 2022     | 1           | 0           |
| 2023     | 0           | 0           |
| 2024     | 1           | 0           |
| 2025     | 1           | 0           |
| 通算     | 3           | 0           |

### 出場
| No. | 開催日        | 開催都市 | スタジアム                   | 対戦国         | 結果 | 監督   | 大会                                   |
| --- | ------------- | -------- | ---------------------------- | -------------- | ---- | ------ | -------------------------------------- |
| 1.  | 2022年7月27日 | 豊田     | 豊田スタジアム               | 韓国           | ○3-0 | 森保一 | EAFF E-1サッカー選手権2022             |
| 2.  | 2024年6月11日 | 広島     | エディオンピースウイング広島 | シリア         | ○5-0 | 森保一 | 2026 FIFAワールドカップ・アジア2次予選 |
| 3.  | 2025年6月5日  | パース   | パース・スタジアム           | オーストラリア | ●0-1 | 森保一 | 2026 FIFAワールドカップ・アジア3次予選 |

## タイトル

### クラブ
ガンバ大阪ジュニアユース
- 関西サッカーリーグ（U-15）サンライズリーグ：2回（2012年、2013年）
- 日本クラブユースサッカー選手権(U-15)大会：1回（2012年）
- 高円宮杯 JFA 全日本U-15サッカー選手権大会：1回（2012年）
- JFAプレミアカップ：1回（2012年）

ガンバ大阪ユース
- 高円宮杯 JFA U-18サッカープレミアリーグWEST：1回（2015年）

### 代表
日本代表
- EAFF E-1サッカー選手権：1回（2022年）

### 個人
- J1リーグ優秀選手賞：1回（2024年）